# Weilheimer Tagblatt/Penzberger Merkur
Das Weilheimer Tagblatt/Penzberger Merkur ist heute eine Lokalausgabe für den Altlandkreis Weilheim des Münchner Merkurs. Sitz des Weilheimer Tagblattes ist in Weilheim. Die Zeitung hat zusammen mit den inzwischen zugehörigen „Schongauer Nachrichten“ eine verkaufte Auflage von 9435 Exemplaren, ein Minus von 29,4 Prozent seit 1998.

## Geschichte
Das Weilheimer Tagblatt wurde durch den Verleger Martin Warth gegründet und erschien am 1. Oktober 1869 erstmals. Martin Warth war aus Regensburg nach Weilheim zugezogen und hatte in Weilheim eine Druckerei eingerichtet und einen Verlag gegründet. Zuvor gab es ein „Weilheimer Wochenblatt“, das seit 11. Oktober 1863 in München gedruckt wurde. Danach wechselte der Besitzer der Zeitung mehrfach. 1913 wurde als zweite Zeitung mit Sitz in Weilheim das „Oberländer Volksblatt“ herausgegeben. In der Zeit des Nationalsozialismus, im Jahr 1936 wurde daraus eine Zeitung gemacht, wobei auch andere Lokalzeitungen, wie etwa das Murnauer Tagblatt und eine Penzberger Zeitung hierin zusammengelegt wurden. Am 19. April 1945 wurde die Druckerei in der Münchner Straße durch einen alliierten Luftangriff getroffen und beschädigt.
Am 1. September 1949 erschienen wieder Ausgaben, weil namhaften Weilheimer Bürgern die Information des 1945 gegründeten „Hochlandboten“ nicht mehr ausreichte. Sie legten Geld zusammen und gründeten die Zeitung von neuem. Seit dem 25. März 1950 ist die Zeitung eine Lokalausgabe des Münchner Merkurs. Im Zeitraum zwischen den Jahren 2000 und 2010 gab es für kurze Zeit eine Lokalausgabe der Süddeutschen Zeitung für praktisch dasselbe Gebiet, die aber bald wieder eingestellt wurde.

## Auflage
Das Weilheimer Tagblatt/Penzberger Merkur hat wie die meisten deutschen Tageszeitungen in den vergangenen Jahren an Auflage eingebüßt. Die verkaufte Auflage ist in den vergangenen 10 Jahren um durchschnittlich 2,3 % pro Jahr gesunken. Im vergangenen Jahr hat sie um 2,6 % abgenommen. Sie beträgt gegenwärtig 9435 Exemplare. Der Anteil der Abonnements an der verkauften Auflage liegt bei 87,7 Prozent.
| 1998  | 1999  | 2000  | 2001  | 2002  | 2003  | 2004  | 2005  | 2006  | 2007  | 2008  | 2009  | 2010  | 2011  | 2012  | 2013  | 2014  | 2015  | 2016  | 2017  | 2018  | 2019  | 2020  | 2021  | 2022 | 2023 | 2024 |
| ----- | ----- | ----- | ----- | ----- | ----- | ----- | ----- | ----- | ----- | ----- | ----- | ----- | ----- | ----- | ----- | ----- | ----- | ----- | ----- | ----- | ----- | ----- | ----- | ---- | ---- | ---- |
| 13360 | 13315 | 13402 | 13382 | 13292 | 13128 | 13087 | 13122 | 13014 | 12876 | 12762 | 12666 | 12427 | 12253 | 12159 | 12100 | 11860 | 11678 | 11451 | 11260 | 10962 | 10685 | 10690 | 10306 | 9993 | 9684 | 9435 |